# ABU TV Song Festival 2013
L'ABU TV Song Festival 2013 è stato la seconda edizione dell'ABU TV Song Festival. Si è svolto il 26 ottobre 2013 preso il teatro dell'opera di Hanoi.

## Nazioni partecipanti
Le nazioni partecipanti sono state sedici. Nell'edizione 2013 hanno debuttato Brunei, Iran, Kirghizistan e Thailandia.
| Nr | Nazione       | Artista          | Canzone                                 | Lingua      |
| -- | ------------- | ---------------- | --------------------------------------- | ----------- |
| 01 | Thailandia    | Kandy            | Aeb saeb                                | thai        |
| 02 | Brunei        | Qeez Idrus       | Salahkah Aku                            | malese      |
| 03 | Hong Kong     | Mag Lam          | Shi Jian (時間)                         | mandarino   |
| 04 | Indonesia     | Putri & Shella   | Mimpiku                                 | indonesiano |
| 05 | Vietnam       | Văn Mai Hương    | Là em đó                                | vietnamita  |
| 06 | Australia     | Justice Crew     | Boom Boom e Best Night (mash-up)        | inglese     |
| 07 | Malaysia      | Alyah            | Kisah hati                              | malese      |
| 08 | Iran          | Mohsen Mirzadeh  | Arman (رمان)                            | persiano    |
| 09 | Kirghizistan  | Tola Tursunaliev | Enekeme (Энэкеме)                       | kirghiso    |
| 10 | Giappone      | May'n            | ViViD                                   | giapponese  |
| 11 | Sri Lanka     | Sarith & Surith  | Together, Forever                       | inglese     |
| 12 | Singapore     | Shabir           | Maybe                                   | tamil       |
| 13 | Afghanistan   | Shahzad Adeel    | Ma Ba Tu'em (ما به تو ایم)              | dari        |
| 14 | Cina          | Splendid7        | Ài ràng wǒmen zài yīqǐ (爱让我们在一起) | mandarino   |
| 15 | Corea del Sud | Sistar           | Give It to Me                           | coreano     |
| 16 | Vietnam       | Ngũ Cung         | Cao nguyên đá                           | vietnamita  |